# San Antonio Aguas Calientes
San Antonio Aguas Calientes («San Antonio»: en honor a su santo patrono Antonio de Padua) es un municipio del departamento de Sacatepéquez de la región sur-occidente de la República de Guatemala.
Después de la Independencia de Centroamérica en 1821, cuando el Estado de Guatemala estableció circuitos y distritos para la impartición de justicia por medio de juicios de jurados en 1825, el poblado de San Antonio fue incluido en el circuito de la Antigua en el distrito N.º8 (Sacatepéquez).

## Toponimia
Se desconoce la fecha de fundación del poblado, aunque se sabe que sus primeros pobladores lo habitaron por necesidad; se cuenta que antes existía un poblado aproximidamente a 8 km del lugar y que sus habitantes huyeron del mismo porque sufrían de plagas de langostas. El patrón de los habitantes en ese entonces era San Bartolomé, y por ello decidieron llamar así al lugar; sin embargo, años después, los frailes franciscanos decidieron cambiar de santo patrón y eligieron a San Antonio de Padua, cambiando así el nombre del poblado por el de «San Antonio Aguas Calientes».

## Demografía
El municipio cuenta con una población aproximada de 11 883 habitantes según el censo de Población del año 2018 con una densidad de 740 habitantes por kilómetro cuadrado. El 88 % de la población es maya Kaqchikel y el 12 % ladina. El 85 % es población urbana y el 15 % rural; el 51 % son mujeres y el 49% hombres

## Geografía física
El municipio de San Antonio Aguas Calientes tiene una extensión territorial de 17 km².

### Ubicación geográfica
El municipio está en el departamento de Sacatepéquez y se encuentra a una distancia de 10 km de la cabecera departamental Antigua Guatemala. Sus colindancias son solamente municipios de Sacatepéquez:
- Norte: Pastores y Antigua Guatemala
- Sur: Ciudad Vieja[6]
- Este: San Miguel Dueñas y Santa Catarina Barahona
- Oeste: Ciudad Vieja y Antigua Guatemala[6]

|                                       | Norte: Pastores Antigua Guatemala |                                                 |
| Oeste: Ciudad Vieja Antigua Guatemala |                                   | Este: San Miguel Dueñas Santa Catarina Barahona |
|                                       | Sur: Ciudad Vieja                 |                                                 |

## Gobierno municipal
Los municipios se encuentran regulados en diversas leyes de la República, que establecen su forma de organización, lo relativo a la conformación de sus órganos administrativos y los tributos destinados para los mismos.  Aunque se trata de entidades autónomas, se encuentran sujetas a la legislación nacional. Las principales leyes que rigen a los municipios en Guatemala desde 1985 son:
| N.º | Ley                                                | Descripción |
| --- | -------------------------------------------------- | --- |
| 1   | Constitución Política de la República de Guatemala | Tiene una regulación legal específica para los municipios en los artículos 253 al 262. |
| 2   | Ley Electoral y de Partidos Políticos              | Ley de carácter constitucional aplicable a los municipios en el tema de la conformación de sus autoridades electas. |
| 3   | Código Municipal                                   | Decreto 12-2002 del Congreso de la República de Guatemala. Tiene la categoría de ley ordinaria y contiene preceptos generales aplicables a todos los municipios, e inclusive contiene legislación referente a la creación de los municipios.             |
| 4   | Ley de Servicio Municipal                          | Decreto 1-87 del Congreso de la República de Guatemala. Regula las relaciones entra la municipalidad y los servidores públicos en materia laboral. Tiene su base constitucional en el artículo 262 de la constitución que ordena la emisión de la misma. |
| 5   | Ley General de Descentralización                   | Decreto 14-2002 del Congreso de la República de Guatemala. Regula el deber constitucional del Estado, y por ende del municipio, de promover y aplicar la descentralización y desconcentración económica y administrativa.                                |

El gobierno de los municipios de Guatemala está a cargo de un Concejo Municipal mientras que el código municipal —que tiene carácter de ley ordinaria y contiene disposiciones que se aplican a todos los municipios de Guatemala— establece que «el concejo municipal es el órgano colegiado superior de deliberación y de decisión de los asuntos municipales […] y tiene su sede en la circunscripción de la cabecera municipal». Por último, el artículo 33 del mencionado código establece que «[le] corresponde con exclusividad al concejo municipal el ejercicio del gobierno del municipio».
El concejo municipal se integra con el alcalde, los síndicos y concejales, electos directamente por sufragio universal y secreto para un período de cuatro años, pudiendo ser reelectos.
Existen también las Alcaldías Auxiliares, los Comités Comunitarios de Desarrollo (COCODE), el Comité Municipal del Desarrollo (COMUDE), las asociaciones culturales y las comisiones de trabajo. Los alcaldes auxiliares son elegidos por las comunidades de acuerdo a sus principios, valores, procedimientos y tradiciones, estos se reúnen con el alcalde municipal el primer domingo de cada mes. Los Comités Comunitarios de Desarrollo y el Consejo Municipal de Desarrollo tiene como función organizar y facilitar la participación de las comunidades priorizando necesidades y problemas.
Los alcaldes que ha habido en el municipio son:
- 2012-2016: Mynor Ariel López[9]

## Historia

### Tras la Independencia de Centroamérica
Luego de la Independencia de Centroamérica en 1821, el Estado de Guatemala estableció circuitos y distritos para la impartición de justicia por medio de juicios de jurados en 1825.  San Antonio fue adjudicado al circuito de la Antigua en el distrito N.º8 (Sacatepéquez), el cual también incluía a la Antigua Guatemala, San Cristóbal Alto, San Miguel Milpas Altas, Santa Ana, Magdalena, San Juan Cascón, Santa Lucía, Santo Tomás, Embaulada, Santiago, San Mateo, San Lucas, Pastores, Cauque, San Bartolomé, San Felipe, Ciudad Vieja, San Pedro Las Huertas, Alotenango, San Lorenzo, Jocotenango, Dueñas, Zamora, Urías, Santa Catalina, San Andrés y San Bartolomé Aguas Calientes, Santa María y San Juan del Obispo.